# Als wären sie nicht von dieser Welt – Der unmögliche Lebenswandel der Schleimpilze
Als wären sie nicht von dieser Welt – Der unmögliche Lebenswandel der Schleimpilze ist eine mehrfach ausgezeichnete Dokumentation über Schleimpilze von Karlheinz Baumann und Volker Arzt. Sie ist eine Koproduktion von Arte und dem WDR.
Karlheinz Baumann machte die Aufnahmen für den Dokumentarfilm in den Wäldern Kanadas, in den Kaiserlichen Gärten von Tokio, in den österreichischen Alpen und auch in deutschen Wäldern.

## Inhalt
Die Dokumentation beginnt nach einer kurzen Einleitung mit einem Alltagsbeispiel einer Begegnung zwischen Menschen und Schleimpilzen. Im weiteren Verlauf wird neben der Lebensweise der Schleimpilze die Arbeitsweise von Karlheinz Baumann beim Filmen der Lebewesen gezeigt. Außerdem ist sein sechsminütiger Film Der Schleimpilz, der aus der Kälte kam zu sehen. Schließlich wird die Fähigkeit von Schleimpilzen, sich in Labyrinthen intelligent zu organisieren, dokumentiert. Der „Lebenswandel“ der Schleimpilze wird durch zahlreiche Aufnahmen mit der Zeitraffer-Kamera veranschaulicht.

## Auszeichnungen
- 2002: „Grand Prix“ beim Festival TECHFILM in Prag[1]
- 2002: Erster Preis in der Sparte „Bester Fernsehbeitrag“ beim 22. Internationales Festival des wissenschaftlichen Films in Ronda, Spanien[1]
- 2003: „Prix Leonardo“ als „Bester wissenschaftlicher Beitrag“ sowie den Preis der „Jungen Jury“ beim Leonardo Festival in Parma, Italien[2]
- 2003: „Intermedia globe Gold“ in der Sparte „Naturfilm“ des Worldmediafestival Hamburg 2003[3]
- War beim Banff Festival für einen der Hauptpreise nominiert[2]